# Gemaal De Keulevaart
De Keulevaart is de naam van een gemaal in de Nederlandse polder Lopikerwaard.
Het gemaal is vernoemd naar de polder Keulevaart die op zijn beurt weer is vernoemd naar de familie Van der Cuul. Deze familie behoort tot de pioniers die het gebied in de twaalfde eeuw ontgonnen.

Het gemaal is de vervanger van de gemalen Hooge Boezem, Hooge Boezem II, Hoenkoop, Polsbroek, Rozendaal en Vlist Oostzijde. Het gemaal is gelegen langs de Provinciale weg 228, ten westen van Haastrecht.
| Technische gegevens Gemaal De Keulevaart | Technische gegevens Gemaal De Keulevaart |
| ---------------------------------------- | ---------------------------------------- |
| Pomptype                                 | Schroefcentrifugaalpomp                  |
| Capaciteit (m³/sec)                      | 2 x 2,65                                 |
| Overbrugbaar hoogteverschil (m)          | 3,25                                     |
| Te bemalen oppervlakte (ha)              | 3200                                     |
| In gebruik genomen (jaar)                | 1990                                     |

De Keulevaart · De Pleyt · De Hoekse Molen · De Koekoek
polder · gemaal